# Naturpark Dümmer

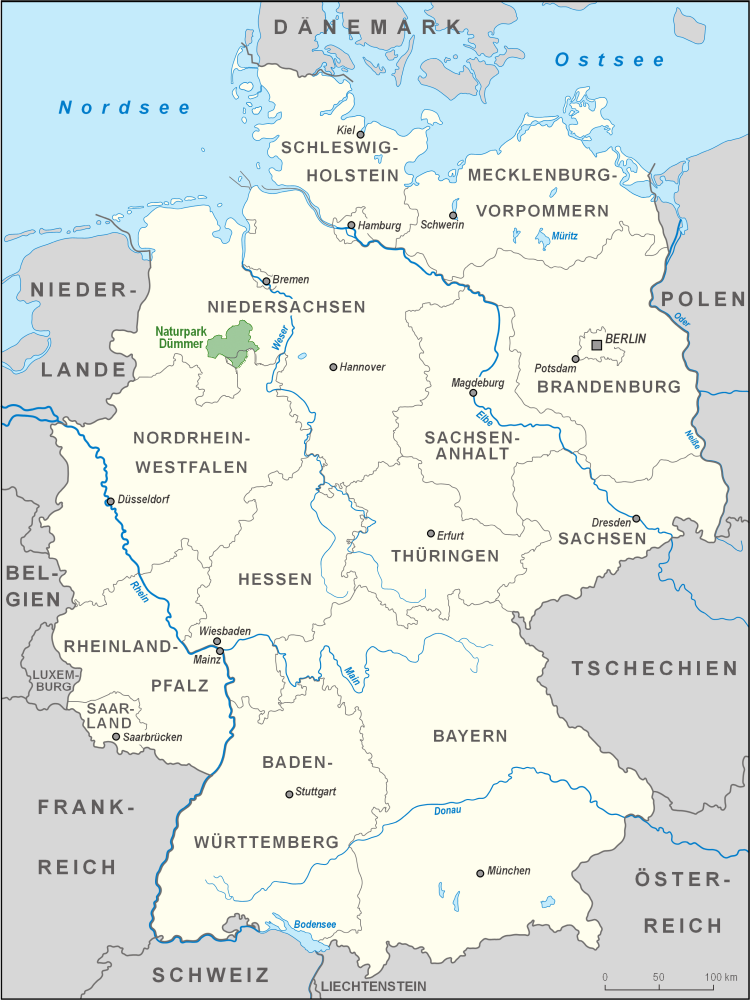
Lage des Naturparkes in Deutschland

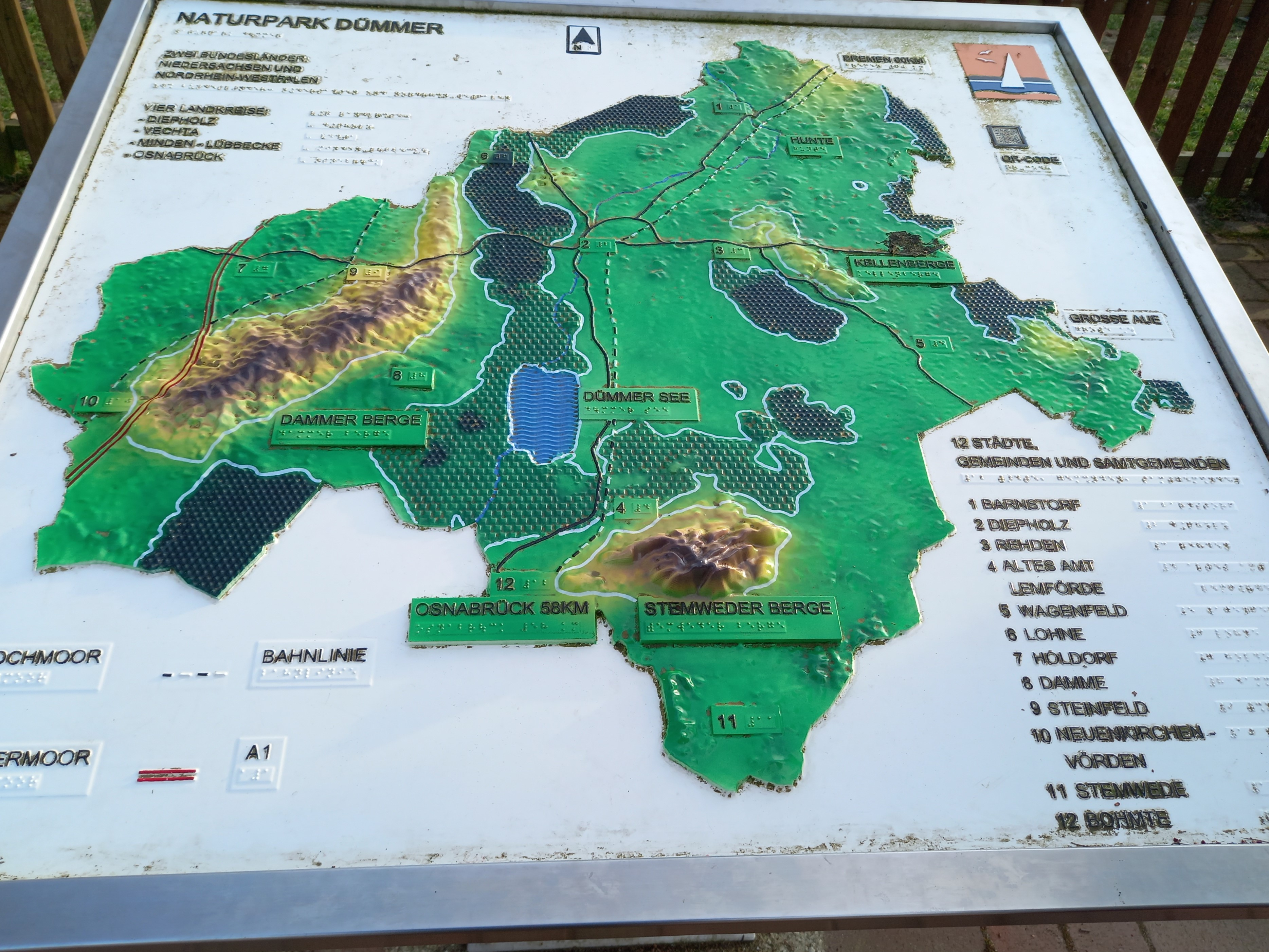
Eingenordete Reliefkarte des Naturparks Dümmer beim Olgahafen (Dümmerlohausen)

Der Naturpark Dümmer befindet sich in den niedersächsischen Landkreisen Osnabrück, Diepholz, Vechta und dem nordrhein-westfälischen Kreis Minden-Lübbecke. Durchschnittlich 34 km nordöstlich von Osnabrück liegt er zwischen Drentwede und Bohmte sowie zwischen Bersenbrück und Rahden.
Der 1123 km² große Naturpark, durch den von Nord nach Süd die Weser-Ems-Wasserscheide verläuft, umfasst in seinem Landschaftsschutzgebiet unter anderem die Dammer Berge, den Dümmer (wohl das Herzstück des Naturparks), den Stemweder Berg, zahlreiche Moorgebiete (z. B. das „Große Moor“ und das Oppenweher Moor) und die Naturschutzgebiete „Dümmer“ und „Westliche Dümmerniederung“.
Er wird von dem „Naturpark Dümmer e. V.“ mit Sitz in Diepholz verwaltet. Vier Kreise und 16 Gemeinden sind Mitglieder dieses Vereins. Die Zwecke des Vereins liegen vor allem in den Bereichen Tourismusförderung und Landschaftserhalt.
Der Naturpark Dümmer und vor allem der Dümmer ist Brut- und Rastplatz für zahlreiche Zugvögel. Zahlreiche Wassergräben durchziehen das Parkgebiet, durch das auch die Hunte fließt. Die weitläufigen Hochmoore weisen eine einzigartige Flora und Fauna auf. Funde aus der Jungsteinzeit weisen darauf hin, dass die Menschen schon in vorgeschichtlicher Zeit von den fruchtbaren Böden und dem Artenreichtum angezogen wurden und sogar hier lebten.
Innerhalb des Naturparks, im Westen des Dümmers, befindet sich der Windpark Borringhauser Moor. Derzeit ist eine Erweiterung des Windparks nach Süden geplant. Im Zuge dieser Erweiterung sollen die alten Anlagen durch neue, ca. 200 Meter hohe Windräder ersetzt werden. Naturschützer sehen diese Erweiterung äußerst kritisch, da die geforderten Schutzabstände von 1000 m zum NATURA-2000-Gebiet Dümmer nicht eingehalten und Zugkorridore beeinträchtigt würden. Außerdem seien die Erweiterungsflächen wichtige Rast- und Äsungsflächen für Vögel. Der NABU (Kreisgruppe Vechta) hat seine Bedenken in einem Schreiben an die Stadt Damme ausführlich dargelegt. Die deutlich höheren Anlagen dürften nicht zuletzt Auswirkungen auf das Landschaftsbild des Naturparks haben, das vor allem durch weite Moor- und Wiesenflächen bestimmt wird.
Ebenso kritisch bewertet der NABU den Bau des „Marissa-Parks“ auf dem Gelände des ehemaligen Schoddenhofs am Lembrucher Dümmerufer. Dort soll auf einer Fläche von 18 Hektar bis 2021 eine Ferienparkanlage mit 478 Ferienhäusern und Apartments mit im Endausbau 4000 Gästebetten entstehen. Durch die neue Anlage sollen zusätzlich zu den bisherigen Besuchern des Dümmers in den angrenzenden niedersächsischen Landkreisen, in Bremen und dem nordöstlichen Westfalen Gäste aus dem Rhein-Ruhr-Gebiet, aus entfernter gelegenen Teilen Norddeutschlands, aber auch aus dem benachbarten Ausland und aus skandinavischen Ländern für einen Aufenthalt am Dümmer geworben werden.
Bend Averbeck, Vorsitzender des NABU Dümmer, kritisiert, dass der Druck auf geschützte Flächen zunehmen werde. Wassersportler könnten die Vögel vertreiben, Wanderer in die Brut- und Rastgebiete eindringen. Die Landschaft werde „völlig entwertet“. Die „riesige Anlage“ mit vierstöckigen Gebäuden sehe außerdem hässlich aus. Es sei fraglich, ob wirklich die erwarteten Massen an Touristen an den Dümmer kommen. Averbeck verweist auf gescheiterte touristische Investitionen in der Vergangenheit und auf Leerstände. Wer sich wirklich für Natur interessiere, wolle eher nicht „in ein solches Ghetto ziehen“.